# Gmina Washington (hrabstwo Bremer)

Położenie Gminy Washington w hrabstwie Bremer

Gmina Washington (ang. Washington Township) – gmina w USA, w stanie Iowa, w hrabstwie Bremer. Według danych z 2000 roku gmina miała 515 mieszkańców. 